# El divino
El divino es una novela literaria escrita por el colombiano Gustavo Álvarez Gardeazábal en 1987. Su historia se basa en la cultura  del Valle del Cauca, representada en un pequeño poblado llamado Ricaurte, ubicado al norte del departamento.

## Adaptaciones
En 1987 la novela fue adaptada para la televisión de Colombia por Caracol Televisión.